# دوري كرة القدم السلوفيني الدرجة الثانية 2014–15
دوري كرة القدم السلوفيني الدرجة الثانية 2014–15 (بالإيطالية: 2. SNL Slovenska Nogometna Liga 2014-2015)‏ هو الموسم 24 من دوري كرة القدم السلوفيني الدرجة الثانية ‏. أقيم خلال الفترة 10 أغسطس 2014 وحتى 7 يونيو 2015، وأشرف على تنظيمه اتحاد سلوفينيا لكرة القدم، وكان عدد الأندية المشاركة فيه 10، وفاز فيه NK Krško Posavje ‏.